# Agnieszka Czekańska
Agnieszka Czekańska (ur. 13 kwietnia 1969 w Warszawie) – polska aktorka i lektorka.

## Życiorys
W roku 1992 ukończyła Państwową Wyższą Szkołę Teatralną i Filmową w Warszawie.

## Filmografia
Źródło: FilmPolski.pl
Filmy i seriale telewizyjne
| Rok       | Tytuł                                                            | Rola                                           | Uwagi          |
| --------- | ---------------------------------------------------------------- | ---------------------------------------------- | -------------- |
| 1992      | Żegnaj, Rockefeller                                              | Beata Ruszkowska                               |                |
| 1994      | Faustyna                                                         | młoda siostra Feliksa                          |                |
| 1995      | Młode wilki                                                      | Dorota                                         |                |
| 1996      | Tajemnica Sagali                                                 | uczestniczka zjazdu                            |                |
| 1997      | Sława i chwała                                                   | Ariadna Tarło                                  |                |
| 1997      | Zaklęta                                                          | Joanna                                         |                |
| 1999–2002 | Złotopolscy                                                      | katechetka Maryna Fogiel                       |                |
| 2000      | 13 posterunek 2                                                  | złodziejka                                     | odc. 33        |
| 2000      | Nie ma zmiłuj                                                    | Elżbieta, żona Grzegorza                       |                |
| 2002      | Kasia i Tomek                                                    | ekspedientka w sklepie zoologicznym            | odc. 20        |
| 2003      | Na dobre i na złe                                                | Joasia, siostra Haliny                         | odc. 167       |
| 2004      | Pensjonat pod Różą                                               | Mira                                           | odc. 34        |
| 2005      | Klinika samotnych serc                                           | Maryla, kuzynka Macieja Ligoty                 | odc. 15        |
| 2005      | RajUstopy                                                        | Monika, kochanka Piotra                        |                |
| 2006–2007 | Kopciuszek                                                       | Barbara Forowicz                               |                |
| 2008–2009 | Na Wspólnej                                                      | Alicja Domaniewska                             |                |
| 2010      | Optymista                                                        | Barbara Twardowska, żona Teodora               |                |
| 2011      | Człowiek. Szkice do portretu Sokratesa Iwanowicza Starynkiewicza | narrator                                       |                |
| od 2012   | Ukryta prawda                                                    | narrator                                       |                |
| 2013      | Prawo Agaty                                                      | Ewelina Tumska                                 | odc. 43        |
| 2013      | Ojciec Mateusz                                                   | Maria Prokop, matka Artura                     | odc. 134       |
| 2015      | Ojciec Mateusz                                                   | dentystka                                      | odc. 164       |
| 2017      | Belle Epoque                                                     | Miślińska                                      | odc. 6         |
| 2017      | O mnie się nie martw                                             | Mariola                                        | odc. 72        |
| 2018      | Wojenne dziewczyny                                               | Natalia                                        |                |
| 2018      | Komisarz Alex                                                    | lekarka                                        | odc. 141       |
| od 2018   | Przyjaciółki                                                     | Aneta Stryjecka, matka Mai i Poli              |                |
| od 2018   | Chyłka                                                           | sędzia                                         |                |
| 2019–2020 | Zawsze warto                                                     | pani Hania, sekretarka w kancelarii Wardeckich |                |
| 2020      | Komisarz Alex                                                    | Agata Czekalska, siostra Mariusza              | odc. 167       |
| 2020      | W lesie dziś nie zaśnie nikt                                     | matka Zosi Wolskiej                            |                |
| 2021      | Ojciec Mateusz                                                   | Maria Dormut vel Anna Sokół                    | odc. 318 i 326 |
| 2022      | Filip                                                            | matka Lisy                                     |                |

Dubbing
| Rok       | Tytuł                       | Rola          |
| --------- | --------------------------- | ------------- |
| 1992      | Aladyn                      | matka Aladyna |
| 1994      | Brzdąc w opałach            | matka         |
| 1997      | Muminki: W dolinie Muminków | panna Migotka |
| 2006–2007 | Bali                        | matka Baliego |